# Alma, Arkansas
Alma är en stad (city) i Crawford County, i delstaten Arkansas, USA. Enligt United States Census Bureau har staden en folkmängd på 5 418 invånare (2011) och en landarea på 14 km².